# درایور ۲
درایور ۲: بازگشت به خیابان‌ها (به انگلیسی: Driver 2: Back on the Streets) که در آمریکای شمالی با عنوان درایور ۲: بازگشت راننده منتشر شد و معمولاً به آن تنها درایور ۲ گفته می‌شود، یک بازی ویدئویی به سبک رانندگی و اکشن است که دومین قسمت از مجموعه بازی‌های درایور محسوب می‌شود که توسط یوبی‌سافت رفلکشنز ساخته‌شد و به‌وسیلهٔ اینفوگرمز انترتینمنت در نوامبر ۲۰۰۰ به تعداد دو لوح فشرده برای کنسول پلی‌استیشن انتشار یافت. نسخه‌ای سازگار شده از این بازی تحت عنوان درایور: ادونس در اکتبر ۲۰۰۲، توسط سناری اینتراکتیو برای کنسول بازی دستی گیم بوی ادونس ساخته و منتشر شد.
داستان و مراحل بازی در چهار شهر شیکاگو، هاوانا، لاس وگاس و ریو دو ژانیرو می‌گذرد که در آغاز بازی، دو شهر آخر بسته هستند و باید ماموریت‌های دو شهر نخست پایان یابد تا قابل دسترس‌ شوند. شخصیت اصلی بازی جان تنر است.
بعد از موفقیت بازی اصلی، نسخه دوم با عنوان Driver 2 نیز در سال ۲۰۰۰ منتشر شد که از نظر تجاری موفق بود، هرچند نقدهای کم‌اشتیاق‌تری نسبت به نسخه اول دریافت کرد. این مجموعه با انتشار Driver 3 در سال ۲۰۰۴ ادامه یافت و در نهایت یک پیش‌درآمد با عنوان Driver: Renegade در سال ۲۰۱۱ عرضه شد.
Driver 2 با حفظ المان‌های اصلی بازی‌پلی نسخه اول، امکان پیاده‌روی در محیط بازی را نیز اضافه کرده بود. نسخه سوم در سال ۲۰۰۴ تغییراتی در سبک بازی ایجاد کرد و عناصر تیراندازی را به تجربه رانندگی اضافه نمود. آخرین نسخه این مجموعه که یک پیش‌درآمد محسوب می‌شد، در سال ۲۰۱۱ با تمرکز بر داستان شکل‌گیری شخصیت اصلی سری منتشر شد.
هر یک از این دنباله‌ها سعی کردند ضمن حفظ روح اصلی مجموعه، نوآوری‌های جدیدی را به بازی اضافه کنند. اگرچه هیچ‌کدام نتوانستند کاملاً به موفقیت نسخه اول برسند، اما جایگاه Driver را به عنوان یکی از بازی‌های تأثیرگذار ژانر خود تثبیت کردند.

## گیم پلی
درایور ۲ ساختار بازی اصلی را گسترش داد و قابلیت جدیدی اضافه کرد که به بازیکن اجازه می‌داد شخصیت جان تانر از ماشین خارج شود و پیاده به گشت‌وگذار بپردازد یا وسایل نقلیه دیگر را در محیط بازی تصاحب کند. مأموریت‌های داستانی به صورت جدا از حالت "رانندگی آزاد" طراحی شده بودند که در آن بازیکن می‌توانست در وقت آزاد خود به کشف شهرها بپردازد.
مأموریت‌های بازی عمدتاً حول محور رانندگی طراحی شده بودند و شامل تعقیب شاهدان، برخورد عمدی با خودروها و فرار از دست گانگسترها یا پلیس می‌شد. قبل از شروع تقریباً هر مأموریت، یک سکانس سینمایی نمایش داده می‌شد تا داستان بازی پیش برود و در نتیجه بازی حال و هوای یک فیلم هالیوودی تعقیب و گریز با ماشین را داشت. اگرچه تانر می‌توانست از ماشین خارج شود و با برخی عناصر محیط تعامل داشته باشد، اما تمام صحنه‌های خشونت‌آمیز در سکانس‌های از پیش ساخته شده اتفاق می‌افتاد.
در حالی که نسخه پلی‌استیشن امکان بازی دو نفره با صفحه تقسیم شده را فراهم می‌کرد، نسخه گیم بوی ادونس قابلیت بازی چهار نفره از طریق اتصال را معرفی کرده بود.
درایور ۲ شامل چهار شهر بود که به طور محسوسی بزرگ‌تر از نسخه اول طراحی شده بودند. این شهرها شامل شیکاگو، هاوانا، لاس وگاس و ریو دو ژانیرو می‌شد.
انواع گسترده‌ای از خودروها در سرتاسر بازی قابل یافتن بودند که بر اساس خودروهای واقعی مانند شورولت، فورد، GMC و سایر برندها طراحی شده بودند. تمامی این خودروها قابل رانندگی بودند و علاوه بر آنها خودروهای مخفی هم در چهار شهر بازی وجود داشت. مشابه نسخه اول، در این بازی هم امکان جدا شدن قالپاق چرخ خودروها وجود داشت.

## داستان
در شیکاگو، پینک لنی در یک بار با مردی برزیلی که خالکوبی‌های زیادی داشت ملاقات می‌کند. ناگهان دو گانگستر وارد بار می‌شوند و به سوی آنها آتش می‌گشایند. لنی فرار می‌کند، اما مرد برزیلی کشته می‌شود. جسد او بعداً در سردخانه توسط افسران پلیس جان تانر و توبیاس جونز بررسی می‌شود. خالکوبی‌های مرد نشان می‌دهد که او برای آلوارو واسکز، رهبر یک سازمان جنایی برزیلی کار می‌کرده است. پس از این ماجرا، تانر و جونز به صورت مخفیانه مأمور می‌شوند تا نقش لنی در خشونت‌های اخیر گانگستری در شیکاگو را بررسی کنند.
آنها یک شاهد تیراندازی در بار را بازجویی می‌کنند که توضیح می‌دهد لنی قبلاً به عنوان پولشوی برای سالمون کین، یک گانگستر رده بالا که در شیکاگو و لاس وگاس فعالیت دارد، کار می‌کرده است. علاوه بر این، مشخص می‌شود که لنی با واسکز، بزرگترین رقیب کین، معامله کرده است. تانر و جونز بعداً یکی از مردان واسکز را تا یک انبار تعقیب می‌کنند، جایی که لوازمی را پیدا می‌کنند که از کوبا ارسال شده‌اند.
از آنجا که هم کین و هم واسکز به دنبال بهره‌برداری از تخصص مالی لنی برای عملیات خود هستند، تانر و جونز قبل از اینکه درگیری‌های گانگستری از کنترل خارج شود، به دنبال لنی می‌گردند. مأموران لنی را تا هاوانا دنبال می‌کنند، جایی که تانر عملیات واسکز را مختل می‌کند، اما برای جلوگیری از خروج لنی از شهر با کشتی به مقصد سن دیگو دیر می‌رسد.
تانر بعداً چارلز جریکو، یکی از مردان کین را دستگیر می‌کند، سپس به همراه جونز به لاس وگاس سفر می‌کند تا با کین صلح کند. کین جونز را مأمور پیدا کردن لنی می‌کند، در حالی که تانر با استفاده از مهارت‌های رانندگی خود به عملیات کین در لاس وگاس کمک می‌کند و در نهایت موفق می‌شود انبار تدارکات واسکز را نابود کند. کمی بعد، کین متوجه می‌شود که هم لنی و هم واسکز در ریو دو ژانیرو هستند.
پس از ورود کین به ریو، جونز متوجه می‌شود که واسکز با وجود نظارت بر اسکله‌ها و فرودگاه، مانع ورود کین به شهر نشده است. تانر با کمک به کین و اختلال در عملیات واسکز ادامه می‌دهد. جونز موفق می‌شود به باند واسکز نفوذ کند تا اطلاعات بیشتری به دست آورد، اما تانر به او هشدار می‌دهد که این پوشش او دوام زیادی نخواهد داشت.
تانر بعداً متوجه می‌شود که واسکز هویت واقعی جونز را کشف کرده و لنی قصد دارد با هلیکوپتر از ریو فرار کند. پس از نجات جونز، کین تانر را مجبور می‌کند قبل از رفتن به دنبال لنی، جریکو را سوار کند. تانر و جریکو هلیکوپتر را سرنگون می‌کنند، سپس تانر هویت واقعی خود را به جریکو نشان می‌دهد و به تنهایی به دنبال لنی می‌رود و او را پس از سقوط هلیکوپترش دستگیر می‌کند.
پس از بازگرداندن لنی به شیکاگو، مشخص می‌شود که کین و واسکز قبلاً با هم در ارتباط بوده‌اند و آنها در ریو با هم آشتی می‌کنند.

## توسعه بازی
بازی ابتدا برای کنسول پلی‌استیشن منتشر شد و سپس به گیم بوی ادونس شرکت نینتندو پورت شد. به دلیل حجم بالای فیلم‌های سینمایی که تقریباً به طور انحصاری برای روایت داستان استفاده شده بودند، بازی بر روی دو دیسک عرضه شد. دیسک اول شامل مأموریت‌های شیکاگو و هاوانا بود، در حالی که دیسک دوم مأموریت‌های لاس وگاس و ریو را در بر می‌گرفت.
نسخه گیم بوی ادونس به دلیل محدودیت‌های حافظه، به شدت فشرده شده بود. از بین چهار شهر موجود در نسخه PS1 (شیکاگو، هاوانا، لاس وگاس و ریو)، فقط شیکاگو و ریو حضور داشتند و داستان به این دو شهر ساده‌سازی شده بود. صحنه‌های سینمایی درون بازی با اسلایدشوهایی جایگزین شده بودند که حاوی متن دیالوگ‌ها بودند و گاهی افکت‌های صوتی (مانند شلیک گلوله یا آژیر پلیس) برای ایجاد فضای مناسب اضافه شده بود.
گرافیک بازی به صورت چندضلعی‌های ساده رندر شده بود و عابران پیاده با اسپرایت‌های دو بعدی کوچک نمایش داده می‌شدند. برخی انیمیشن‌ها مانند ورود و خروج تانر از خودروها حذف شده بودند و تعدادی از اسکریپت‌های هوش مصنوعی، مانند ایست‌های بازرسی پلیس هنگام تعقیب بازیکن، حذف شده بودند. با این حال، پلیس همچنان از کلیپ‌های صوتی نسخه PS1 استفاده می‌کرد، حتی دیالوگ‌های پلیس ریو دو ژانیرو به زبان پرتغالی بود. موسیقی‌های دارای مجوز نیز با آهنگ‌های سازی که مخصوص بازی ساخته شده بودند جایگزین شده بودند.
پورت غیررسمی ویندوز:
در سال ۲۰۲۰، طرفداران بازی کد آن را بازنویسی کردند و یک پورت غیررسمی برای ویندوز با نام REDRIVER 2 (تصادفا شبیه نام باری که لنی در ابتدای بازی آنجا بود) منتشر کردند که شامل بهبودهایی مانند رفع اشکالات، افزایش فاصله رندر و ثبات نرخ فریم ۳۰ در ثانیه بود (نه ۶۰ فریم بر ثانیه که به اشتباه گزارش شده بود).
موسیقی:
مشابه بازی اول، Driver 2 نیز دارای موسیقی متن با حال و هوای فیلم‌های رانندگی دهه ۱۹۷۰ بود که شامل قطعات فانک و بوگی و همچنین برخی آهنگ‌های معروف از هنرمندان و آهنگسازان مختلف بود. موسیقی اصلی توسط آلیستر بریمبل ساخته شده بود.
موسیقی پس‌زمینه هر شهر با سبک موسیقی غالب آن منطقه هماهنگ بود. به عنوان مثال:
- موسیقی هاوانا تحت تأثیر سون کوبانو بود
- موسیقی لاس وگاس تحت تأثیر موسیقی وسترن آمریکای شمالی
- موسیقی ریو تحت تأثیر سامبا و بوسا نوا
خودروها در هر سطح حدود ۵-۶ ثانیه موسیقی لوپ شده داشتند:
- شیکاگو: راک/الکترو
- هاوانا: جاز-فانک
- لاس وگاس: فانک/سول
- ریو: درام اند بیس
آهنگ‌های دارای مجوز در بازی (طبق تیتراژ پایانی):
1. "Fever" توسط Dust Junkys - اولین سکانس سینمایی در لاس وگاس
2. "In the Basement" توسط اتا جیمز - در یک بار در لاس وگاس
3. "Help Me" توسط سانی بوی ویلیامسون - بازگشت تانر به آپارتمانش
4. "Sitting Here Alone" توسط هاند داگ تیلور - صحنه آغاز بازی
5. "Just Dropped In" توسط کنی راجرز - موسیقی تیتراژ پایانی
6. "Lacrimosa" اثر موتزارت - صحنه اوج بازی در ریو و مجسمه مسیح